# Habronyx perturbans
Habronyx perturbans là một loài tò vò trong họ Ichneumonidae.